# روزنامه‌نگاری رادیو و تلویزیون

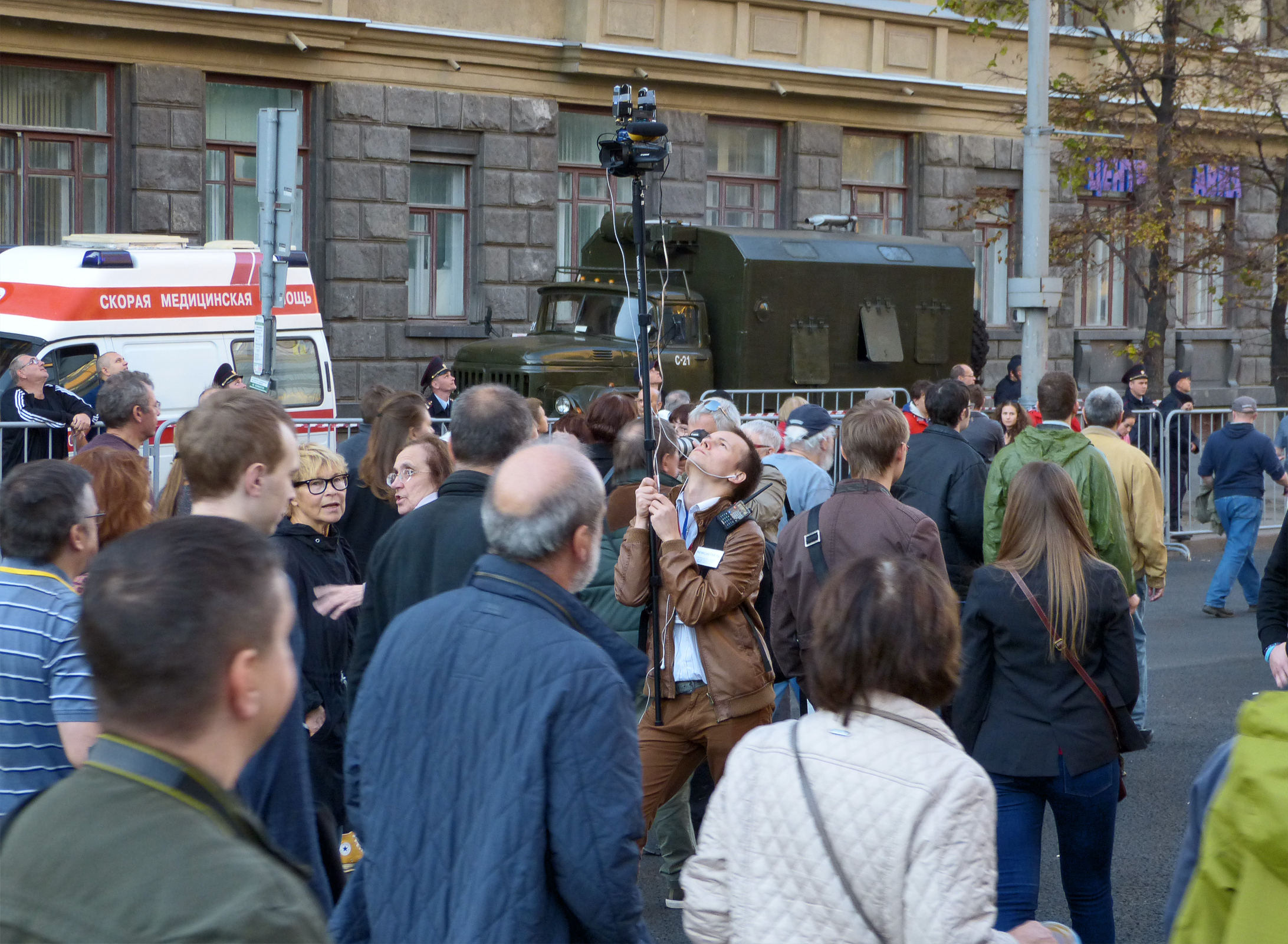
راهپیمایی گستردهٔ صلح مردم روسیه در مسکو، خیابان آکادمیک ساخارُف، در اعتراض به تهاجم نیروهای نظامی رژیم ولادیمیر پوتین به اوکراین و دروغ‌های دستگاه تبلیغاتیِ پوتین، ۲۱ سپتامبر ۲۰۱۴

روزنامه‌نگاری رادیو و تلویزیون، روزنامه‌نگاری رادیو-و-تلویزیونی یا روزنامه‌نگاری صدا-و-سیمایی حوزه‌ای از روزنامه‌نگاری است که انتشار می‌یابد؛ ولی به‌جای شیوه‌های قدیمی مثل پوستر و روزنامه چاپ شده با روش‌های الکترونیکی انتشار می‌یابد.
شیوه‌های انتشار شامل رادیو (از طریق هوا، کابل و اینترنت)، تلویزیون (از طریق هوا، کابل و اینترنت) و وبِ جهان‌گستر (شبکهٔ جهانیِ اینترنت) است. این رسانه‌ها تصاویر را چه به‌صورت ایستا و چه به‌شکل متحرک، متن‌های بصری و صداها را پخش می‌کنند. متن‌هایی که برای این نوع انتشار نوشته می‌شوند متفاوت از متن‌هایی هستند که برای مطالعهٔ عمومی نگارش می‌یابند. روش پیشین پیچیدگی کمتری دارد و محاوره‌ای‌تر است. رادیو و تلویزیون طراحی شده‌اند تا زودتر و بیشتر از روزنامه‌های هفتگی یا روزانه، شنیده و دیده شوند.